# Rob Franken

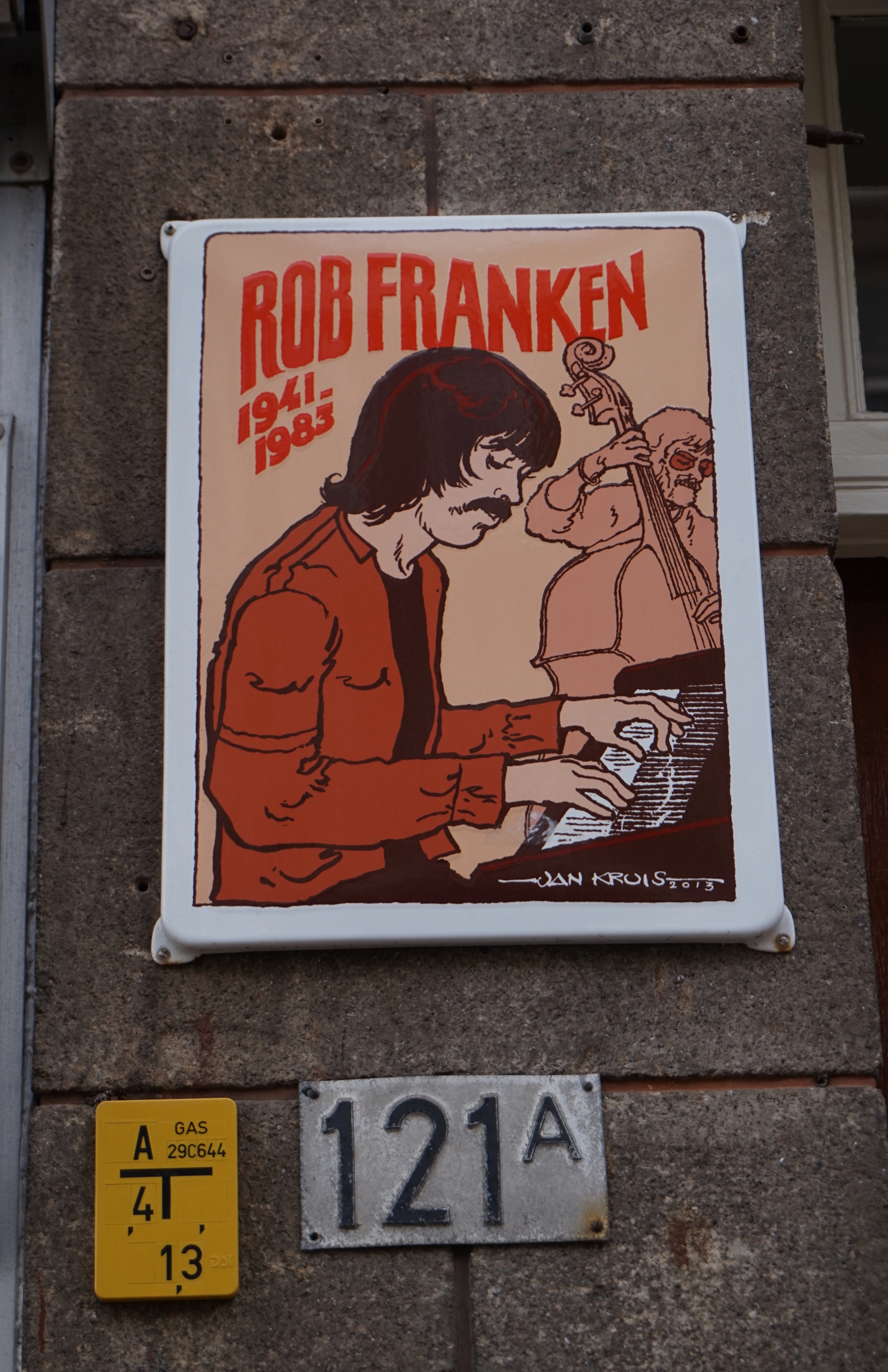
Tekening van Rob Franken door Jan Kruis in het Rotterdam Jazz Artists Memorial

Rob Franken (Rotterdam, 16 augustus 1941 – 't Harde, 7 december 1983) was een Nederlandse jazzpianist en arrangeur.
Franken begon zijn professionele carrière bij het folkduo Esther & Abi Ofarim. Hij speelde in een trio met drummer Klaus Weiss en richtte in 1967 de Rob Franken Organ-Ization op, met drummer Louis Debij, gitarist Ingo Cramer en bassist Piet Hein Veening. Franken was een van de eerste pianisten in Europa die overweg kon met het hammondorgel. Ook raakte hij al eind jaren zestig in de ban van de Rhodes-piano. Het werd zijn handelsmerk. Rob Franken werd de pianist van Toots Thielemans, die erg door hem beïnvloed is. Samen maakten ze onder meer de opnamen voor de soundtrack van de film Turks Fruit.
Franken speelde als sessiemuzikant mee op meer dan 400 platen. Hij werkte in heel Europa en vooral veel in Duitsland, waar hij vaste toetsenist werd bij de Peter Herbolzheimer Rhythm Combination and Brass. Hij was een vaste gast in het radioprogramma Sesjun van de TROS. Ook trad Rob Franken op in zijn eigen trio, met wisselende bassisten en drummers, onder wie de bassist Rob Langereis en de Belgische drummer Bruno Castellucci. In 1976 richtte hij The Keyboard Circle op; een experimentele formatie met pianist Jan Huydts en slagwerker Henk Zomer. De pianisten speelden jazzrock en fusionachtige stukken, tegen elkaar in op Rhodes-piano's, Clavinetten en synthesizers, begeleid door Henk Zomer.
Op 4 december 1983 maakte Rob Franken zijn laatste opnamen. Hij soleerde op de LP Big Band Bebop van Peter Herbolzheimer. Drie dagen later overleed hij op 42-jarige leeftijd aan een interne bloeding. De LP Big Band Bebop zou aan hem worden opgedragen.
In 2008 was het vijfentwintig jaar geleden dat Rob Franken overleed. Frank Jochemsen, toen student journalistiek en werkzaam bij Radio 6 was min of meer bij toeval liefhebber van Rob Franken's muziek geworden. Hij maakte er een documentaire over en initieerde de cd-uitgave 'Fender Rhodes', waarop de documentaire te beluisteren is. Tijdens zijn research stuitte hij ook op unieke live-opnamen van The Keyboard Circle. Deze verschenen ook op cd.
Franken is opgenomen in Rotterdam Jazz Artists Memorial met een emaillen bord aan de Oude Binnenweg in Rotterdam.
In 2018 bracht het onafhankelijke platenlabel 678 records in het kader dat het vijfendertig jaar geleden was dat Rob Franken overleed, een reeks elpees uit met een keuze uit de vele uren muziek die Franken opnam voor het project FUMU (Functionele Muziek). De originele opnamebanden zijn verloren gegaan maar via de producer van destijds bleven er kopieën bewaard. DJ's P-Dog & Zembie (alias Sander Huibers & Frank Jochemsen) selecteerden de meest funky stukken voor de platenreeks die Functional Stereo Music genoemd werd. Voor de hoesontwerpen, vervaardigd door Piet Schreuders werd gebruik gemaakt van authentieke reclamefoto's uit de jaren zeventig. 
In 2022 bracht het Nederlands Jazzarchief een unieke uitgave van de studiosessies die Thielemans met de Nederlandse pianist Rob Franken (1941-1983) opnam tussen 1973 en 1983 uit. De samenwerking met Franken was voor Thielemans van essentieel belang in zijn muzikale ontwikkeling. 59 stukken op een 3-CD-set. 

## Discografie (Selectie)
- 1964 - Rob Franken - Sunday Rock/Relaxin'/Rag Mop/You're My Sunshine - EP 7" Havoc Productions EH501
- 1965 - Rob Franken - Black-Berry - Single - Delta - DS 1125
- 1965 - Rob Franken - Sunday Rock / Whispering	 - Single - Negram - NG 502
- 1966 - Klaus Weiss - Greensleeves - LP Philips 843 932 PY - CD Atelier Sawano 4
- 1967 - Rob Franken - Pon My Soul - LP Philips XPY 855 053
- 1968 - Dave Pike - Got the Feelin' - LP Relax 30.577 - CD Disques Wagram WGR001
- 1968 - The Hearts Of Soul - Relax 45126
- 1969 - Rob Franken - Ob-La-Di Ob-La-Da - LP RCA Camden CAS 10223 - CD Fonos LP-3697
- 1969 - Rob Franken - Black Jack / Green Swamp	 - EP 7" - RCA 74-15137
- 1969 - Esther & Abi Ofarim - Ofarim Konzert - Live 1969 - 2-LP Philips 845401 PPY - LP Philips XL4, Philips XL.4, Philips 88422 DY
- 1969 - Frank Robbins (= Rob Franken) – The Worldwide Organ Of Frank Robbins - LP RCA Camden CAS 10270
- 1969 - The Riats – The Greatest Evergreens - LP Iris Records 15.041
- 1970 - Tuig - Tuig - LP Polydor 2441 004
- 1970 - Big Band Munich - Trade Winds - LP Osiris OLP 0001
- 1970 - Ack van Rooyen meets Jerry van Rooyen - Didn't We - LP RCA LSP 10299
- 1971 - Rita Reys - Rita Reys Sings Burt Bacharach - LP CBS S 64253 - CD Sony Music SICP-4289
- 1971 - Festival Big Band - Explosive - LP Philips 6303 038 - CD Sonorama C-43
- 1972 - Leddy Wessel - Five - Just Us - LP BASF 16 25073-3
- 1972 - Joop Scholten - The Guitar Man & Friends - LP BASF 16-25185-3
- 1972 - Tony Nolte Televisie Orkest - Een van de Acht - LP VARAgram 0017
- 1972 - Ann Burton - Sings For Lovers And Other Strangers - LP CBS 64485 - LP CBS 53057 - CD Epic SICP 4223
- 1972 - Beagle Street Band - Imperial 5c052-24712
- 1972 - Cees Smal - Valerius Vandaag - LP 12" BASF 16 25063-6
- 1972 - Jossche Monitzs & Hot Club 69 - LP Polydor 2419037
- 1972 - Five - Just Us - LP BASF 16 25073-3
- 1973 - Rogier van Otterloo - Turks Fruit - LP CBS S 65451 - CD CBS 462862 2
- 1973 - Ruud Bos - Naakt over de schutting - LP Philips 6401 065
- 1973 - Tony Nolte - Boogie Woogie TV Tunes - LP Omega International OM 777.001
- 1973 - Tony Nolte - Koning Klant - EP Omega 36.164
- 1973 - Wim Overgaauw & Rogier van Otterloo - Nuages - LP CBS 32170
- 1973 - Dutch Jazz Collection CD 2 - The Jerry van Rooyen Jazz Orchestra - CD Brilliant Jazz 8053
- 1973 - Herman Schoonderwalt - Saximental Journey - LP Polydor Special 2419 042
- 1973 - Rick Kiefer - Lush Life - LP Omega 555.021
- 1973 - Rita Hovink - From Rita with Love - LP Polydor Medium 2441 043
- 1973 - Ack Van Rooyen Meets Jerry Van Rooyen And Orchestra - Didn't We? - LP RCA Victor LSP 10 299
- 1974 - Rene Thomas - Hommage a ...René Thomas - Live in Sesjun Vol. III - CD Timeless CD SJP 398
- 1974 - Harry Verbeke 4 Tet - LP Universe UP 1-06
- 1974 - Joop Scholten - Blue Joe and Friends - LP White Elephant PE 877.058
- 1974 - Scope - LP Atlantic ATL 40 553
- 1974 - Scope - Frisky Frog Funk / High Checker - 7" Atlantic ATL 10589
- 1974 - Toots Thielemans - Live - LP Polydor 2491 003 - CD Polydor 831 694-2
- 1974 - Piet Noordijk - Prototype - LP Omega/Dureco OM 555.010
- 1974 - Greetje Kauffeld - And Let The Music Play - LP Polydor Medium 2441 044 - CD Sonorama L-01
- 1974 - Dutch Jazz Collection CD 8 - Great Guitarists - Track 3 & 8 - CD Brilliant Jazz 8053
- 1974 - Rogier van Otterloo - Visions - LP CBS 65938
- 1974 - The Galactic Light Orchestra - Time Travellers Galaxis - LP Polydor 2310 362 A
- 1975 - Scope II - LP Atlantic - ATL 50 078
- 1975 - Toots Thielemans - Live 2 - LP Polydor 2441 063
- 1975 - Rob Franken - I'm Gonna Love You - LP Omega International OM 444.083 - CD Dureco/P-Vine PCD-93709
- 1975 - John Lee & Gerry Brown - Mango Sunrise - LP Blue Note	BN-LA541-G - CD Toshiba TOCJ-50576
- 1975 - Philip Catherine - Guitars - LP Atlantic K50193 - CD Atlantic 50 19
- 1975 - Herb Geller - American in Hamburg / The View From Here - 2-LP Nova 628.332 - CD Tramp Records TRCD-9024
- 1975 - Herb Geller - Rhyme and Reason  - LP Discovery Records	DS-874
- 1975 - Philip Catherine - Nairam - LP Warner Bros BS 2950
- 1975 - Toots Thielemans - Sherlock Jones Original Soundtrack - LP Polydor 2925 039
- 1975 - Cees Smal - Multi Jazzy - LP Omega OM 555037 G
- 1975 - Various - Pim Jacobs Presents Ball Of The Band - LP CBS 65782
- 1975 - Rundfunkorchester Hannover Des Norddeutschen Rundfunks - Unterhaltungsmusik Von Heute '75 - LP Norddeutscher Rundfunk 0666 583
- 1975 - Piet Noordijk - The Sensational Sax Of Piet Noordijk - LP Harmony LPH 8000
- 1976 - The Keyboard Circle - 1976 - CD 678 Records 88ECO-001
- 1976 - Jiggs Wigham - Hope - LP Teldec 6.622.532 - CD Mons CD 1888
- 1976 - John Lee & Gerry Brown - Still Can't Say Enough - LP Blue Note BN-LA701-G - CD	Toshiba EMI TOCJ-50546
- 1976 - Peter Herbolzheimer & Inga Rumpf - Hipwalk - LP Polydor 2371 704 - CD Repertoire Records PMS 7065-WP
- 1976 - Silence & Romance 7 (compilatie) - LP Side 2 Track 6 - LP Omega OM 444.093-H
- 1976 - Zbigniew Seifert - Capitol ST-11618
- 1976 - Toots Thielemans - Old Friend - LP Polydor 2925029
- 1976 - Toots Thielemans - Live 3 - LP Polydor 2441076
- 1977 - Piet Noordijk - Finished Product - LP Dureco OM 555.063
- 1977 - Peter Herbolzheimer - Touchdown - LP Polydor 2371 836
- 1977 - Joop Scholten - Joop Scholten - LP Greens Ville Records 7700150 SHOL 2536
- 1977 - The Wolfgang Schlüter Combo - Hangover - LP Peer International Library Limited PIL 9038
- 1977 - Peter Herbolzheimer - Jazz Gala 77 All Star Big Band - LP Telefunken 6 28438 DT
- 1977 - Pia Beck - Play Beck - LP Philips 6423097
- 1977 - Charly Antolini - Jazz Power Live - LP Pläne Jazz G 0040
- 1978 - Piet Noordijk - Protoype - LP Dureco OM 555.010
- 1978 - Peter Herbolzheimer - I Hear Voices - LP Polydor 2417 119
- 1978 - Chris Hinze - Bamboo Magic - LP Atlantic SD 19185
- 1978 - Toots Thielemans - Slow Motion - LP CBS 82692
- 1978 - Liselore Gerritsen – Ik heb het tegen jou - LP CBS 82884
- 1979 - Gé Titulaer - What's New - LP Polydor 2925 090
- 1979 - Stan Getz - Forest Eyes - LP CBS 84113 - CD CBS 467678 2
- 1979 - Peter Herbolzheimer - Peter Herbolzheimer Rhythm Combination and Brass - LP Poljazz PSJ-83
- 1979 - Peter Herbolzheimer - Jazz Gala Concert Vol. 3 - CD Rare Bird CDBID 156503
- 1979 - The Jazz Rock Album (Compilatie) - 2-LP Side 4 Track 3 en 4 - Polydor 2488 663
- 1979 - Rogier van Otterloo - Grijpstra & De Gier (Original Motion Picture Score) - LP CBS 70173
- 1980 - Martine Bijl - Martine's liefste kerstliedjes - EP 7" Presto Print RCS 1134
- 1980 - Toots Thielemans - Quiet Evenings - LP Epic 25-3P-302 - CD Epic/Sony 35 8P 26
- 1980 - Carel Heinsius - Hardop Gedacht 2 - LP Free (3) Free 3054
- 1980 - Gé Titulaer - I Do It For Your Love - LP Polydor 2925 102
- 1981 - Peter Herbolzheimer - Bandfire - LP Panda Records Panda 1 - CD Koala Records CD P1
- 1981 - Peter Herbolzheimer - Fat Man Boogie - LP Koala Records Panda 2 - CD Koala Records P2 IRS 970.322
- 1981 - Lee Towers – Absolutelee - LP Ariola 404.018
- 1981 - Bill Ramsey - Toots Thielemans - When I See You - LP Jeton Digital 300.5501
- 1982 - Peter Herbolzheimer - Fat Man 2 ( A Tribute to Swing) - LP Koala Records Panda 3 - CD Koala Records CDP 3
- 1982 - Ack van Rooyen - Homeward - LP Mood Records 28 633 - CD Mood Records Mood 4610 CD
- 1982 - Peter Herbolzheimer - Music For Swinging Dancers - Vol.2 I Won't Dance - LP Koala Records P9, Koala Records IRS 941.329
- 1982 - Marco Ribaldi - Love Affair - LP UBM Records UBM 1004
- 1983 - Peter Herbolzheimer - Big Band Bepop - LP Koala Records Panda 5
- 1983 - Batida - Batida - LP Timeless SJP 200 - CD Timeless CD SJP 200
- 1983 - Marjorie Barnes - I Got A Name - LP Philips 810 365-1
- 1984 - Toots Thielemans - Autumn Leaves - LP Polydor 	823 442-1
- 1985 - Toots Thielemans - Bluesette - CD Compilatie CBS CD CBS 26604
- 1985 - Sesamstraat - Sesamstraat is jarig - LP WSP 16034
- 1985 - Toots Thielemans - The Silver Collection - CD Polydor 825 086-2
- 1986 - Peter Herbolzheimer - Die SWF Big Band Story - 2-LP - Sudwestfunk SWF 107 & 108
- 1987 - Judy Schomper - Judy Plays Rob Pronk - Not On Label 6818.858-2
- 1989 - Peter Herbolzheimer - Skyliner LP SWF 150
- 1991 - Various - Reference Highlights - CD Compilatie Bell Records BLR 89 100
- 1995 - Peter Herbolzheimer - Masterpieces (compilatie) - CD MPS Records 529 079-
- 1997 - Various - The Spinning Wheel Of Jazz - LP Compilatie Spinning Wheel Records SW-LP-1006
- 1997 - Various - Verve By Starlight - CD Compilatie Verve Records 537 772/2
- 1999 - Various - Vibrafinger - CD Compilatie BGP Records – CDBGPD 128 Track 9
- 2000 - Toots Thielemans - Hard To Say Goodbye (Compilatie) - CD EmArcy 541 484-2
- 2005 - Bill Ramsey / Toots Thielemans – When I See You - CD Jeton 127/1 CD
- 2005 - Peter Herbolzheimer - Toots Suite (compilatie) - CD Alanna Records ACD 5611
- 2005 - Dutch Rare Groove Vol. 1 (Compilatie) - 2-CD Supertracks ST1032 - CD 1 Track 02
- 2006 - Peter Herbolzheimer - Getting Down To Brass Tracks - CD Alanna Records ACD 5613
- 2006 - Various - Superdrummers! - CD Compilatie Verve Records 06024 9843535, Universal Music Group 06024 9843535
- 2006 - Various - Swinging Classics - CD Compilatie Verve Records 06024 9828579, Universal Music Group 06024 9828579
- 2006 - Various - The Greatest Jazz Hits - CD Compilatie Verve Records 06024 9841466, Universal Music Group 06024 9841466
- 2006 - Various - Exotic Jazz - CD Compilatie Verve Records 06024 9877098, Universal Music Group 06024 9877098
- 2008 - Peter Herbolzheimer - Big Band Man (compilatie) - 4-CD MPS Records 06025 1764391
- 2008 - Dutch Rare Groove Vol. 2 (Compilatie) - 2-CD Sonic Scenery SON 708023 - CD 1 Track 14
- 2009 - Various - Je N'Aime Pas Le Jazz, Mais Ça J'Aime Bien! - CD Compilatie Sony Music 88697 619842, Columbia 88697 619842
- 2009 - Rob Franken - Fender Rhodes - 2-CD SON 708027
- 2012 - Toots Thielemans - Yesterday & Today (Compilatie) - 2-CD - Universal Music T2CD2011052
- 2012 - Toots Thielemans - The Best Of - CD Compilatie Universal 533.866-5
- 2013 - Charly Antolini - Different Strokes - CD Compilatie Skinfire Records Prod. Nr. 122013
- 2015 - Ruud Bos - Naked Plus (Original Soundtracks 1967-1973) - 2-CD 678 Records SSECD-003
- 2015 - Various - The ACT Man (A Life In The Spirit Of Jazz) 75 Siggi Loch - 5-CD Compilatie ACT 7004-2
- 2018 - Together - LP 678 Records SSE 12003
- 2018 - Absorbed Love - LP 678 Records SSE 12004
- 2018 - Blue Sky Fingers - LP 678 Records SSE 12005
- 2018 - Don't Stop - LP 678 Records SSE 12006
- 2018 - Colours & Images - LP 678 Records SSE 12007
- 2018 - Six Seven Eight - LP 678 Records SSE 12008
- 2019 - The Rob Franken Electrification - Functional Stereo Music 3-CD - 678 Records SSECD004
- 2022 - Toots Thielemans meets Rob Franken (Studio Sessions 1973-1983) 3-CD - Nederlands Jazz Archief NJA 2201
- Rens Newland - Scope III (Fusion Xtreme)
- Truus Simons - Zoals ik ben - LP Mirasound PS 8009